# Bazoches-et-Saint-Thibaut
Bazoches-et-Saint-Thibaut ist eine französische Gemeinde mit 517 Einwohnern (Stand 1. Januar 2022) im Département Aisne in der Region Hauts-de-France. Die Gemeinde gehört zum Arrondissement Soissons und zum Kanton Fère-en-Tardenois.

## Geographie

### Lage
Bazoches-et-Saint-Thibaut liegt an der Vesle und an der Grenze zum Département Marne, etwa 25 Kilometer südöstlich von Soissons und rund 30 Kilometer nordwestlich von Reims in der Région naturelle des Tardenois.

### Nachbargemeinden
Umgeben ist Bazoches-et-Saint-Thibaut von den sieben Nachbargemeinden
|                 | Paars                                       | Les Septvallons                         |
| Mont-Notre-Dame | Kompassrose, die auf Nachbargemeinden zeigt | Fismes (Département Marne) Ville-Savoye |
|                 | Chéry-Chartreuve                            | Mont-Saint-Martin                       |

### Gewässer
Die Gemeinde liegt im Einzugsgebiet des Flusses Seine.
Die Vesle durchquert Bazoches-et-Saint-Thibaut von Ost nach West, bevor sie nahe Condé-sur-Aisne, östlich von Soissons, als linker Nebenfluss in die Aisne mündet.

## Geschichte
Die Gemeinde Bazoches-et-Saint-Thibaut
uhzj entstand mit Wirkung vom 1. Januar 2022 als Commune nouvelle durch Zusammenlegung der bis dahin selbstständigen Gemeinden Bazoches-sur-Vesles und Saint-Thibaut, die fortan den Status von Communes déléguées besitzen. Der Verwaltungssitz befindet sich in Bazoches-sur-Vesles.

### Bevölkerungsentwicklung
| Jahr                                                                  | 1962 | 1968 | 1975 | 1982 | 1990 | 1999 | 2006 | 2021 |
| --------------------------------------------------------------------- | ---- | ---- | ---- | ---- | ---- | ---- | ---- | ---- |
| Einwohner                                                             | 406  | 395  | 397  | 330  | 396  | 440  | 501  | 524  |
| Quellen: Cassini und INSEE (bis 2006 Addition der Vorgängergemeinden) |      |      |      |      |      |      |      |      |

## Sehenswürdigkeiten
- Kirche Saint-Pierre aus dem 12./13. Jahrhundert, 1921 wiederaufgebaut, als Monument historique klassifiziert
- Ruine der Burg aus dem 13. Jahrhundert, teilweise Monument historique
- Ehemaliges winziges Rathaus (25 m²) von Saint-Thibaut mit angebautem Glockenturm, darin die Glocke der ehemaligen Kirche Saint-Nicolas

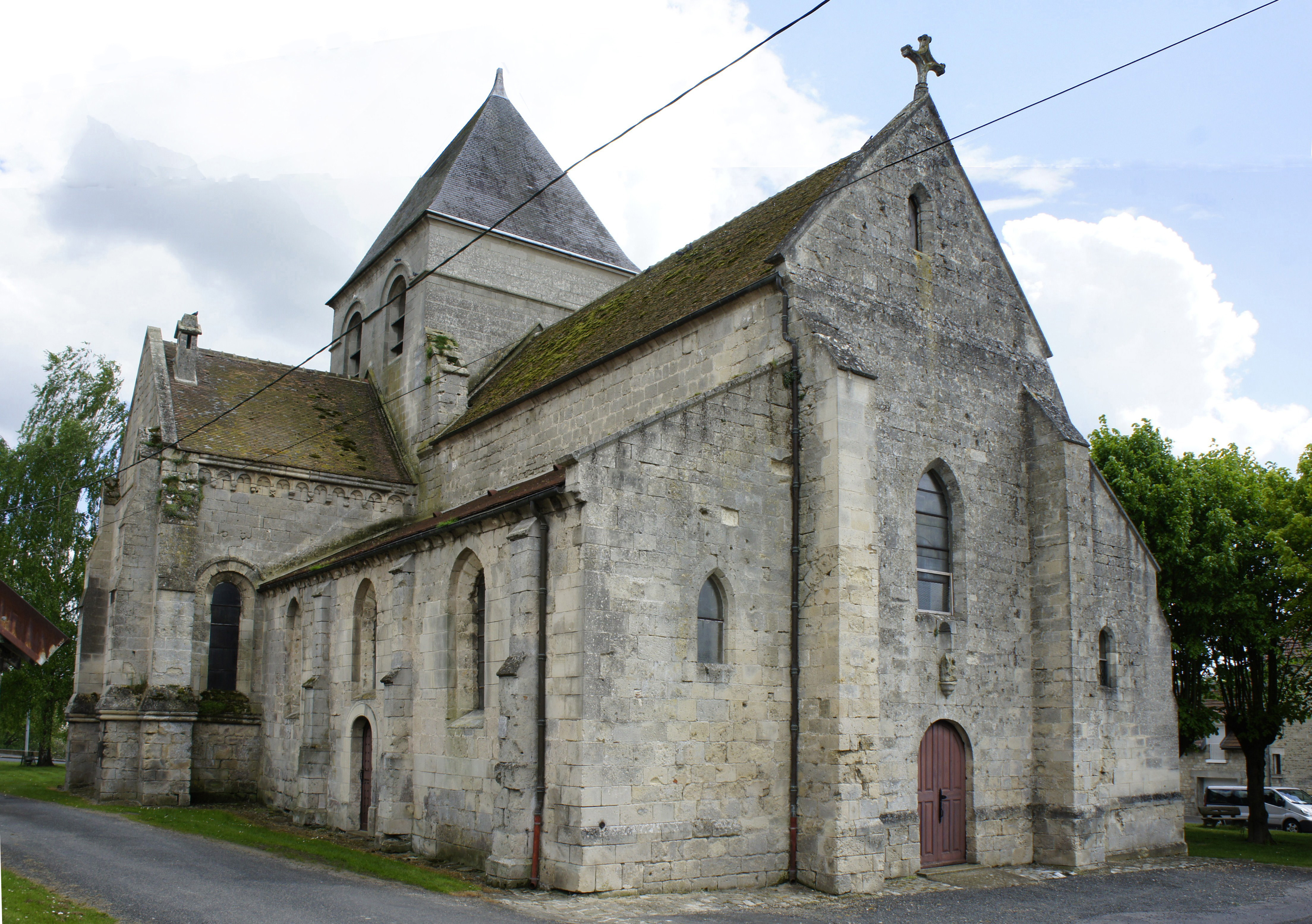
Kirche Saint-Pierre
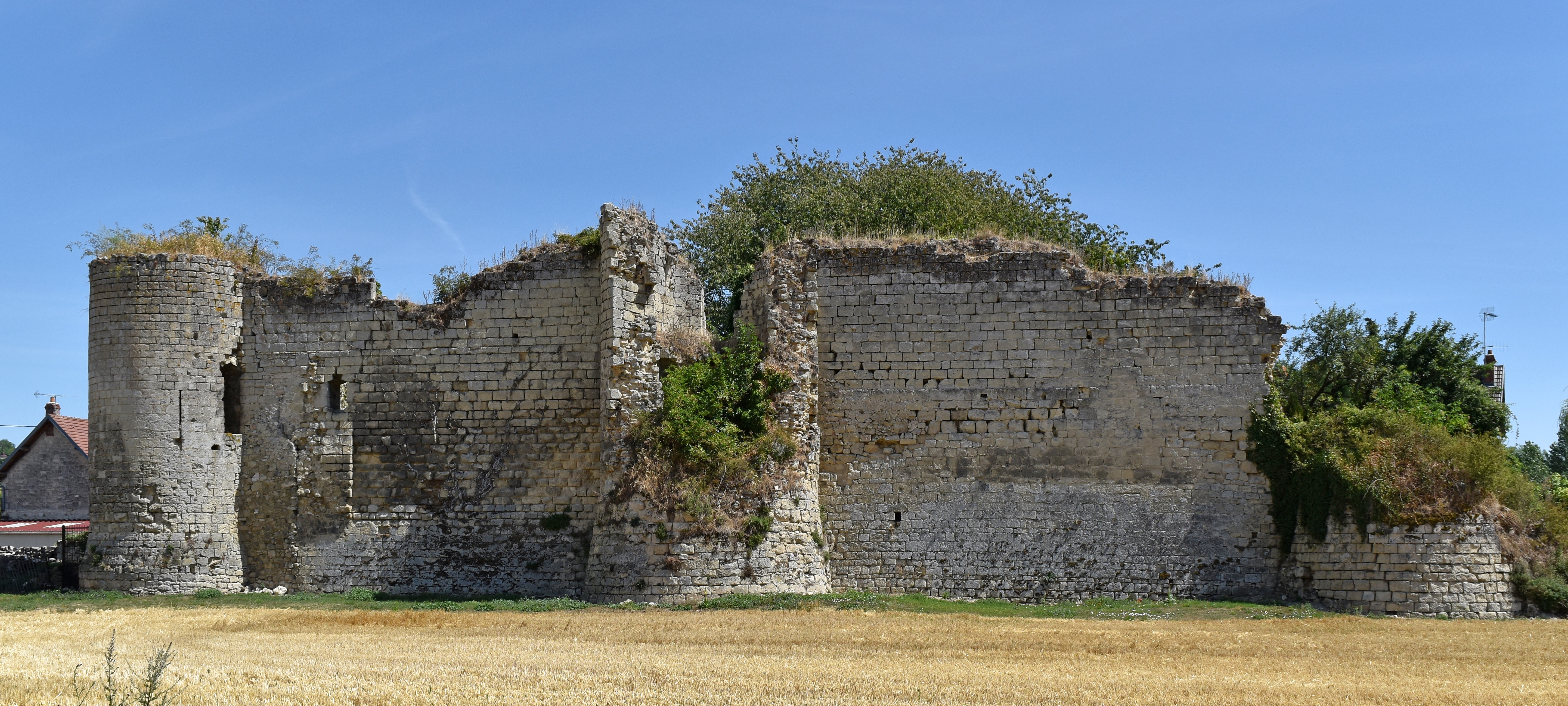
Burgruine
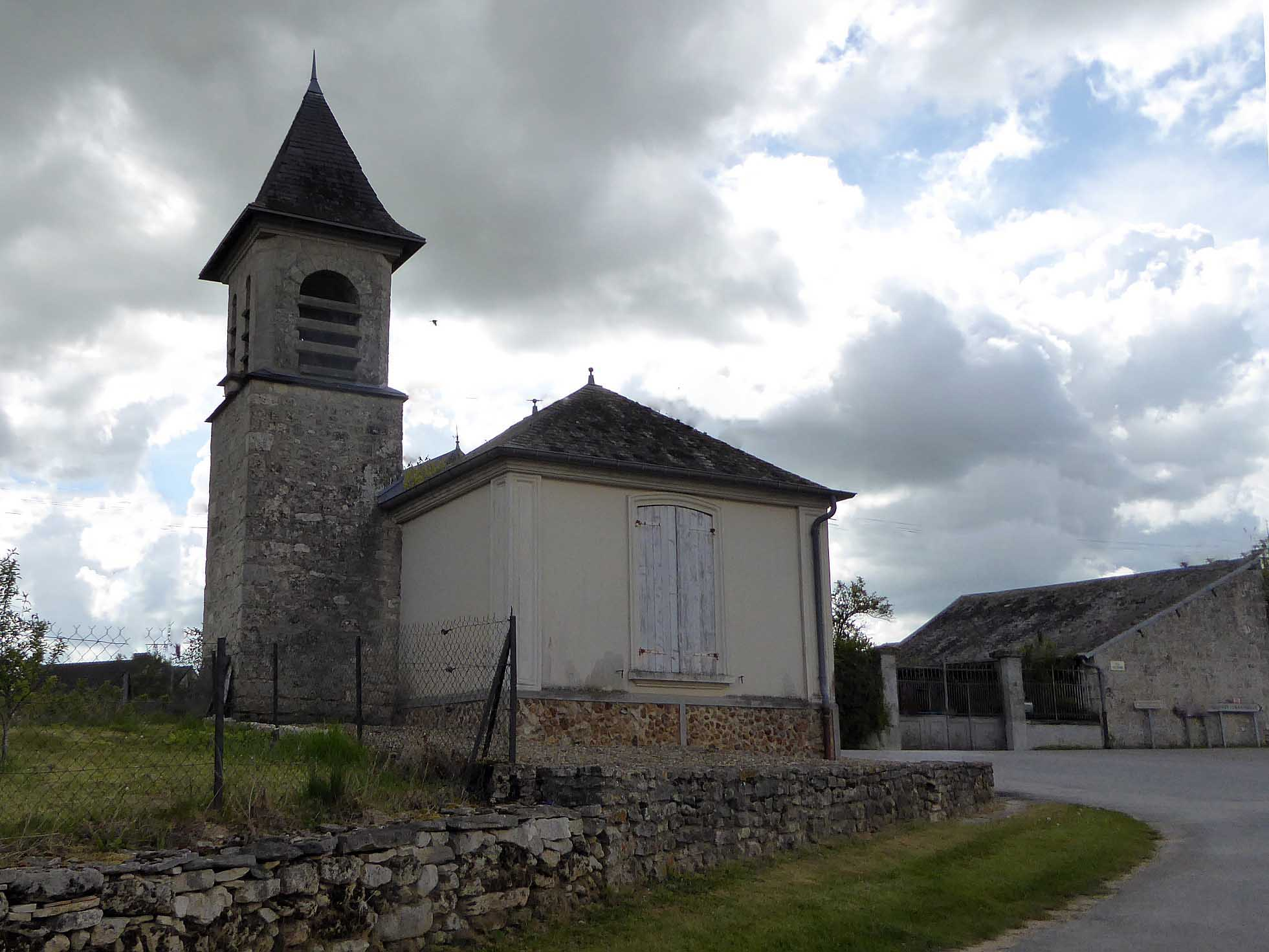
Ehemaliges Rathaus mit Glockenturm
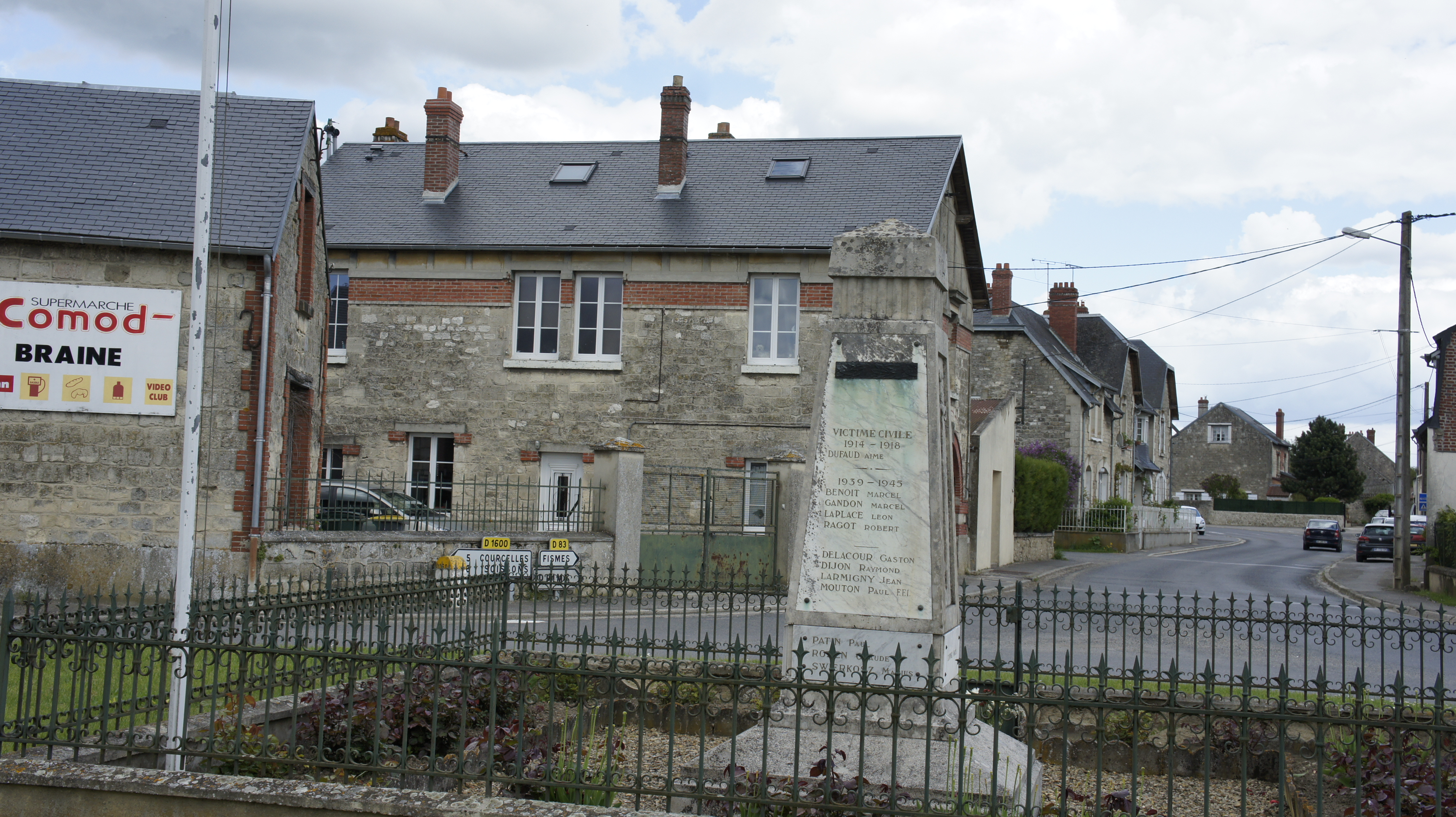
Gefallenendenkmal

## Wirtschaft und Infrastruktur

### Bildung
Die Gemeinde verfügt über eine öffentliche Vorschule in Bazoches-sur-Vesles mit 39 Schülerinnen und Schülern im Schuljahr 2021/2022.

### Verkehr
Die Route nationale 31 durchquert die Gemeinde in Ostwestrichtung. Die Gemeinde lag an den heute nicht mehr bedienten Eisenbahnstrecken Soissons–Givet und Trilport–Bazoches. Der öffentliche Nahverkehr wird stattdessen von Bussen durchgeführt.